# Muraveinîk, Henicesk
Muraveinîk (în ucraineană Муравейник) este un sat în comuna Rivne din raionul Henicesk, regiunea Herson, Ucraina.

## Demografie
Componența lingvistică a localității Muraveinîk
     Rusă (83,7%)
     Ucraineană (7,61%)
     Română (2,17%)
Conform recensământului din 2001, majoritatea populației localității Muraveinîk era vorbitoare de rusă (83,7%), existând în minoritate și vorbitori de ucraineană (7,61%) și română (2,17%).